# 107° westerlengte
107° westerlengte (ten opzichte van de nulmeridiaan) is een meridiaan of lengtegraad, onderdeel van een geografische positieaanduiding in bolcoördinaten. De lijn loopt vanaf de Noordpool naar de Noordelijke IJszee, Noord-Amerika, de Grote Oceaan, de Zuidelijke Oceaan en Antarctica en zo naar de Zuidpool.
De meridiaan op 107° westerlengte vormt een grootcirkel met de meridiaan op 73° oosterlengte. De meridiaanlijn beginnend bij de Noordpool en eindigend bij de Zuidpool gaat door de volgende landen, gebieden of zeeën. 
| Land, gebied of zee | Nauwkeurigere gegevens                       |
| ------------------- | -------------------------------------------- |
| Noordelijke IJszee  |                                              |
| Canada              | Nunavut - Melville-eiland                    |
| Parrykanaal         |                                              |
| Canada              | Nunavut - Victoria-eiland                    |
| Dease-straat        |                                              |
| Canada              | Nunavut, Northwest Territories, Saskatchewan |
| Verenigde Staten    | Montana, Wyoming, Colorado, New Mexico       |
| Mexico              | Chihuahua, Durango, Sinaloa                  |
| Grote Oceaan        |                                              |
| Zuidelijke Oceaan   |                                              |
| Antarctica          | Niet-toegeëigend gebied in Antarctica        |